# Сьвежова-Польська
Сьвежова-Польська (пол. Świerzowa Polska) — село в Польщі, у гміні Хоркувка Кросненського повіту Підкарпатського воєводства.
Населення — 2152 особи (2011).
У 1975-1998 роках село належало до Кросненського воєводства.

## Демографія
Демографічна структура станом на 31 березня 2011 року:
|          | Загалом | Допрацездатний вік | Працездатний вік | Постпрацездатний вік |
| -------- | ------- | ------------------ | ---------------- | -------------------- |
| Чоловіки | 1042    | 242                | 694              | 106                  |
| Жінки    | 1110    | 265                | 632              | 213                  |
| Разом    | 2152    | 507                | 1326             | 319                  |